# ISO 이미지

광학 디스크 이미지(optical disc image) 또는 ISO 이미지(ISO image)는 국제 표준화 기구(ISO)가 제정한 광학 디스크의 압축 파일(디스크 이미지)이다. 이 형식은 수많은 소프트웨어 업체들이 지원한다. ISO 이미지 파일은 일반적으로 .iso라는 파일 확장자를 가진다. ISO라는 이름은 CD-ROM 매체에 쓰이는 ISO 9660 파일 시스템에서 가져온 것이지만 ISO 이미지는 UDF 파일 시스템도 포함할 수 있다. 이는 ISO 9660에 대한 하위성 때문이다.

## 자세한 정보
다른 압축 파일과 같이, ISO 이미지에는 압축된 BD나 CD를 비롯한 디스크 포맷에 포함된 모든 파일 데이터를 담고 있다. 이들은 압축되지 않은 형태로 저장된다. 모든 CD나 DVD는 ISO 형식의 파일로 만들 수 있다.
이러한 특성은 소프트웨어를 배포하기 위해 물리적인 매체를 이용하지 않고도 인터넷이나 랜 연결을 통하여 전송할 수 있게 만들어 준다.
올바른 ISO 이미지는 표준 포맷 과정에 따라 다양한 파일들을 압축되지 않은 형태로 하나의 파일로 묶어둔다.
ISO 이미지의 장점은 미디어 저작 / 디스크 기록 소프트웨어를 이용하여 BD, DVD, CD로 표현하거나 구울 수 있다는 것이다. 압축 소프트웨어를 이용해서도 열 수 있다. ISO 기록 기능은 현대에 출시된 가정 및 기업용 컴퓨터 운영 체제에서 기본으로 지원한다.

## 같이 보기
- 디스크 이미지